# Личинкоїдові
Личинкоїдові (Campephagidae) — родина птахів ряду горобцеподібних (Passeriformes). До цієї родини належить 84 види (6 родів) птахів розміром від горобця до ворони або голуба.

## Опис
Дзьоб невеликий, широкий, наддзьоб на вершині загнутий у вигляді гачка, з невеликим передвершинним зубцем. Характерне пухке оперення й своєрідна будова пір'я попереку, стовбури яких дуже тверді. Тверді стовбури цього пір'я потім відразу переходять у м'яку вершину. Хвіст довгий, східчастий.

## Поширення
Личинкоїди населяють тропічні й субтропічні країни східної півкулі від Західної Африки до Меланезії й Австралії, гніздяться також і на Мадагаскарі.

## Спосіб життя
Це деревні птахи, тільки австралійський Pteropodocys maxima багато часу проводить на землі. Гнізда високо на деревах, у розвилці гілок. Кладка з 2-5 опалево-зелених яєць. Найменші личинкоїди належать роду Pericrocotus. Самці багатьох з них мають червоне із чорним забарвлення тулуба, самиці ж жовті або жовтогарячі.

## Класифікація
Родина складається з таких родів:
- Рід Coracina — шикачик, 57 видів[4].
- Рід Campephaga — личинкоїд, чотири види.
- Рід Campochaera — золотистий личинкоїд, один вид: Campochaera sloetii.
- Рід Hemipus — личинколюб, два види.
- Рід Lalage — оругеро, 13 видів.
- Рід Lobotos — рудочеревий личинкоїд, два види.
- Рід Pericrocotus — довгохвостий личинкоїд, 15 видів.